# Нагрудний знак МОН України «Відмінник освіти»
Нагрудний знак МОН України «Відмі́нник осві́ти» — вручається з 2013 року (протягом 1997—2013 років — нагрудний знак «Відмінник освіти України»). Має другий (середній) ступінь серед відзнак Міністерства освіти і науки України.

## Відомості про відзнаку

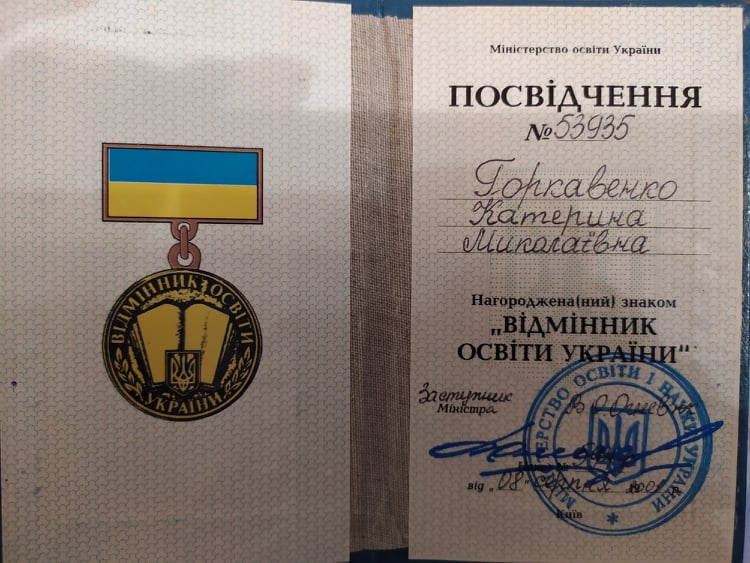
Посвідчення до значка «Відмінник освіти України», 2001

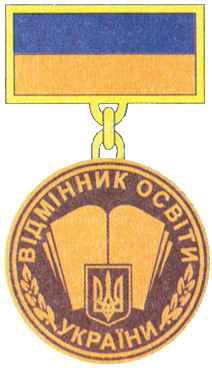
Рання версія відзнаки, 1997—2013 рр.

23 квітня 1997 року Міністерство освіти і науки України затвердило Положення про нагрудний знак «Відмінник освіти України». 3 лютого 2003 року були внесені зміни у Положення.
Знаком «Відмінник освіти України» нагороджуються вихователі, вчителі, викладачі, практичні психологи, педагоги-організатори, соціальні педагоги, майстри виробничого навчання, спеціалісти, методисти, педагогічні працівники позашкільних закладів, наукові, науково-педагогічні, інженерно-технічні працівники, навчально-допоміжний персонал, працівники наукових установ освіти, закладів підвищення кваліфікації і перепідготовки кадрів, державні службовці, керівники навчальних закладів, наукових установ, організацій, спеціалісти з інших держав, які працюють у галузі не менше десяти років і досягли визначних успіхів:
- у вихованні, навчанні; професійній, науковій підготовці учнівської та студентської молоді в умовах відродження і розвитку національної освіти України;
- в організації та вдосконаленні навчальної, виховної, науково-методичної та науково-дослідної роботи;
- у координації дій педагогічних, виробничих колективів, сім'ї, громадськості з питань виховання і навчання дітей;
- у впровадженні у практику досягнень науки й передового педагогічного досвіду;
- у керівництві закладами та установами освіти, наданні допомоги у їх розвитку, впровадженні нових управлінських новацій;
- у підготовці та підвищенні кваліфікації науково-педагогічних кадрів, спеціалістів народного господарства України;
- у науковому і методичному забезпеченні закладів освіти, створенні високоякісних підручників і навчальних посібників;
- у роботі з конструювання та виготовлення навчально-наочного приладдя;
- у планово-фінансовій, адміністративно-господарській та іншій роботі.

Подання про нагородження знаком «Відмінник освіти України» вносяться міністру освіти і науки України колективами навчальних закладів, наукових установ і організацій, Міністерством освіти Автономної Республіки Крим та управліннями освіти і науки обласних, Київської та Севастопольської міських державних адміністрацій.
Дизайн ТОВ «Нагороди України». Автор Герасько М. О.

## Історія
Попередником нагрудного знака «Відмінник освіти України» є значок «Відмінник народної освіти УРСР», запроваджений Радою Народних Комісарів УРСР 20 лютого 1945 року.
Окрім цього, існував і всесоюзний аналог «Відмінник [народної] просвіти СРСР» (рос. «Отличник народного просвещения СССР»).